# Marie de Heredia

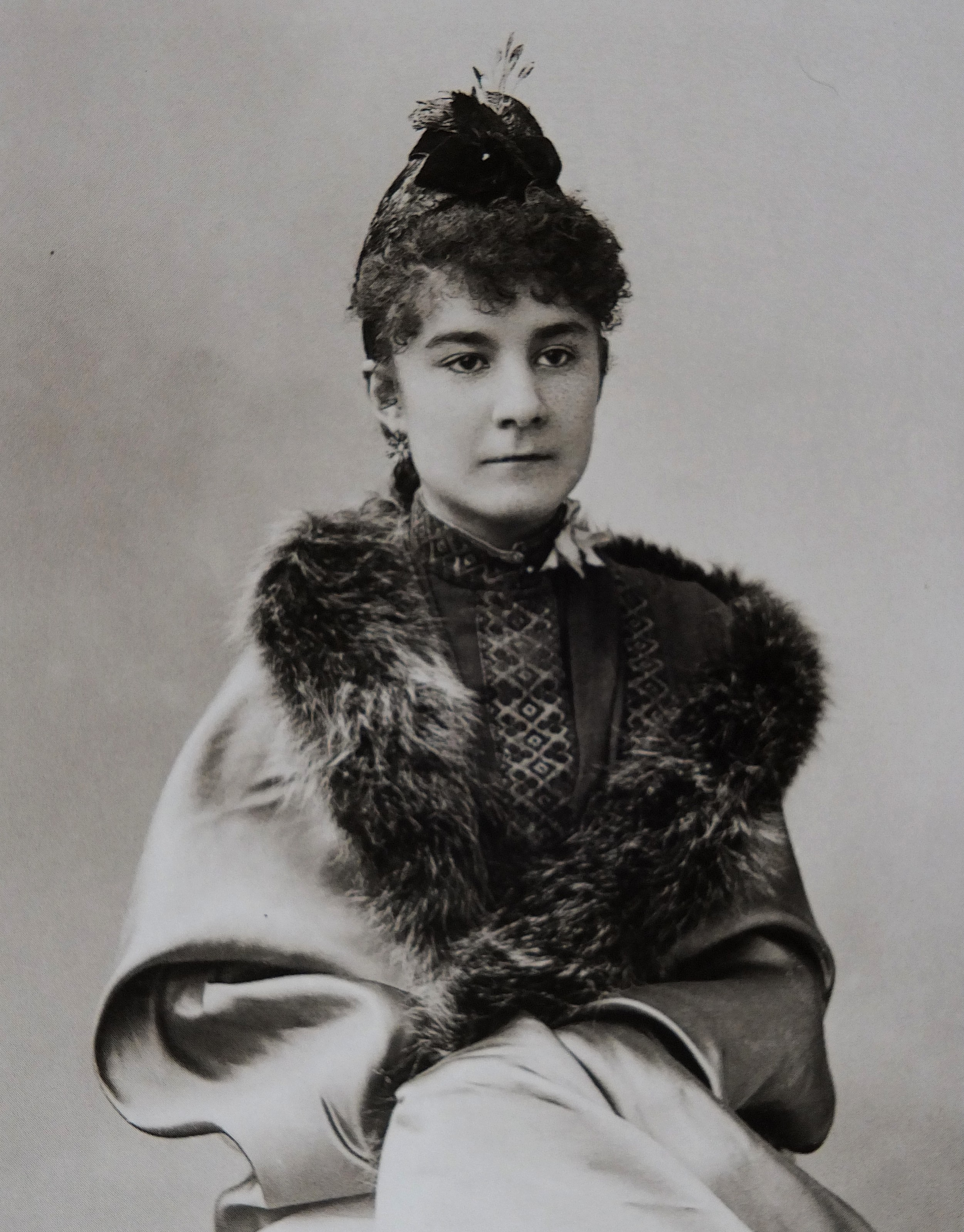
Marie de Heredia, 1889, Fotografie von Paul Nadar.

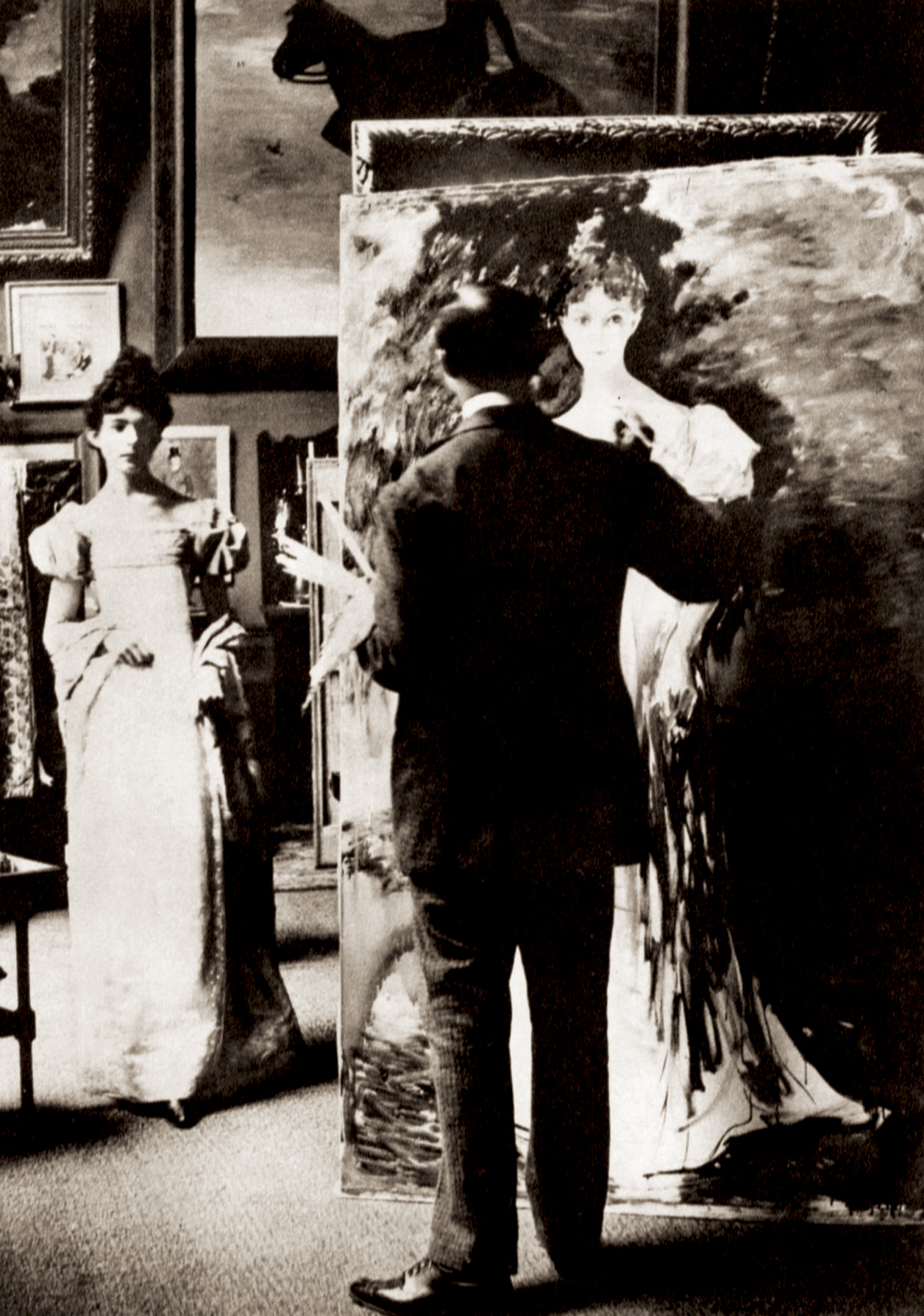
Marie de Heredia steht 1893 Modell für ihr Porträt im Atelier von Jacques-Émile Blanche.

Marie Louise Antoinette de Heredia, verheiratete Marie de Régnier, Pseudonyme Gérard d'Houville oder Gérardine (* 20. Dezember 1875 in Paris, 7. Arrondissement; † 6. Februar 1963 in Suresnes), war eine französische Romanautorin, Dichterin und Dramatikerin.

## Leben
Marie de Heredia war die zweite von drei Töchtern von Louise Despaigne und dem kubanisch-stämmigen Dichter José-Maria de Heredia.
Als Kind verkehrte sie mit Dichtern und Künstlern: Charles Leconte de Lisle, Anna de Noailles, Paul Valéry und Pierre Louÿs waren Freund ihres Vaters und Besucher im Haus der Familie. Ihre ersten Verse schrieb sie in der Bibliothèque de l’Arsenal, deren Direktor ihr Vater war.
Sie begann schließlich zunächst unter ihrem Ehenamen zu veröffentlichen und nahm später das männlich klingende Pseudonym Gérard d'Houville an (abgeleitet von dem Namen einer normannischen Großmutter, Louise Gérard d'Houville oder Girard d'Ouville). Später sagte sie, dass sie sich mit dem Pseudonym von ihrem berühmteren Ehemann und Vater distanzieren wollte, aber es war kein ernsthafter Versuch, ihr Geschlecht zu verschleiern: zeitgenössische Kritiker und Kommentatoren sprachen immer von „Madame Gérard d'Houville“. Ab 1894 veröffentlichte sie Gedichte in der Revue des Deux Mondes. Ihr erster Roman, L'Inconstante, erschien 1903.
1894, kurz nachdem ihr Vater in die Académie Française gewählt worden war, rief sie eine Parodie auf diese angesehene Institution ins Leben: die Académie canaque oder Canacadémie, in der man einen Wettbewerb im Grimassenschneiden als Redeersatz absolvieren musste. Ihr späterer Ehemann  Henri de Régnier gehörte ihr an, ebenso wie Paul Valéry oder Léon Blum. Marcel Proust war der permanente Sekretär.
Am 15. Oktober 1896 heiratete Heredia den Dichter und Symbolisten Régnier. Sie wurde aber auch die Geliebte von Pierre Louÿs, dem wahrscheinlichen Vater ihres Sohnes und späteren Journalisten Pierre de Régnier (1898–1943). Weitere Liebhaber waren Edmond Jaloux und dessen Freund Jean-Louis Vaudoyer, der Dichter Gabriele D’Annunzio, der zwischen 1910 und 1914 in Paris im Exil lebte, und der Dramatiker Henri Bernstein. Ihr werden auch lesbische Beziehungen, zum Beispiel zu Georgie Raoul-Duval nachgesagt.
1918 erhielt sie unter diesem Künstlernamen den Grand Prix de Littérature der Académie française für ihr belletristisches Werk und 1958 den Grand Prix de Poésie der Académie für ihr dichterisches Werk – bis heute die einzige Frau, die beide Auszeichnungen erhalten hat. 1955 erhielt sie zudem von der Académie den Prix Gustave Le Métais-Larivière.
Mehrere Maler porträtierten sie, darunter Jacques-Émile Blanche und Jean-Louis Forain. Während der Beziehung mit Pierre Louÿs entstanden diverse Aktfotografien von ihr. Die Beziehung diente als Grundlage für den Film Curiosa – Die Kunst der Verführung von Lou Jeunet aus dem Jahr 2019.
Im 16. Pariser Arrondissement wurde der Impasse Marie-de-Régnier nach ihr benannt.

## Werke
Romane
- L'Inconstante, 1903
- Esclave, 1905
- Le Temps d'aimer, 1908
- Le Séducteur, 1914
- Jeune Fille, 1916
- Tant pis pour toi, 1921
- Le Roman des quatre, 1923, als gemeinsamer Roman geschrieben mit Paul Bourget, Henri Duvernois und Pierre Benoit
- Le Chou, 1924
- La Vie amoureuse de l'Impératrice Joséphine, 1924; Neuausgabe 1933 unter dem Titel L'Impératrice Joséphine
- L'Enfant, 1925
- Clowns, 1925
- Esclave amoureuse, 1927
- La Vie amoureuse de la Belle Hélène, 1928
- Le Charmant Rendez-vous, 1929
- Les Rêves de Rikiki, 1930
- Enfantines et Amoureuses, 1946

Novellensammlung
- Le papillon rouge, 1909, mit Illustrationen von Edmond Dulac
- Chez le magicien, 1926

Kinder- und Jugendliteratur
- Proprette et Cochonnet, 1926
- Victor Hugo raconté par l'image, 1930

Lyrik
- Vingt poèmes, 1925
- Le Diadème de Flore, 1928
- Les Poésies de Gérard d'Houville, 1930

Dramen
- Aujourd'hui et demain, 1916
- Il faut toujours compter sur l'imprévu, 1916
- La nuit porte conseil, 1917
- Le Chien chinois, 1920
- Le Sylphe, 1922
- L'heure exacte ou nul n'échappe à son destin, 1927
- Il ne faut pas dire : Fontaine.., 1927
- Je crois que je vous aime… : sept proverbes, 1927
- Lettres à Henri Mondor : autour de Stéphane Mallarmé, 2011 (posthume Veröffentlichung)

Sonstiges
- Billet à M. Alfred de Musset après la représentation de Fantasio, 1925
- Falbalas et Fanfreluches : almanach des modes présentes, passées & futures pour 1925, 1925
- Paris et les voyages, 1925
- Opinions candides, 1926
- Adieu à d'Annunzio, 1935
- Au château de Bourdonné : le souvenir de José Maria de Hérédia, 1935
- Spectacles – le jardin de Mme de Noailles, 1935
- Einführung zu Catherine Pozzi: Peau d'âme, 1935